# Astilbe rubra
Astilbe chinensis · Astilbe rouge
Espèce
Astilbe rubra, l’Astilbe rouge, parfois référencée sous le taxon Astilbe chinensis, est une espèce d'herbes vivaces de la famille des Saxifragaceae qui pousse près des ruisseaux et des rivières bordées d'arbres. Elle est également couramment cultivée dans les jardins ombragés.

## Description
Astilbe rubra est une herbacée vivace poussant en touffe. L'espèce atteint une hauteur de 45-90 cm. Les feuilles sont principalement des basales et des composées ternaires avec des folioles à dents aiguës (souvent biserées). La plupart des folioles sont de forme elliptique à ovale et poilues. Les monticules de feuilles ressemblent à des fougères. Les fleurs sont minuscules et forment des panicules sur des tiges fines, dressées ou arquées.

## Habitat et répartition
L'aire de répartition naturelle de l'Astilbe rouge est la Chine orientale, l'archipel japonais et la Corée, à des altitudes comprises entre 400 et 3 600 m. On la trouve le long des ruisseaux et des rivières ombragés ainsi qu'à l'intérieur et en bordure des forêts de dicotylédones humides et ouvertes.

## Culture
Astilbe rubra est appréciée pour son feuillage attrayant, ses inflorescences en forme de panache en été et ses graines séchées par la suite. En 1902, le Journal of the Royal Horticultural Society l'a décrite comme « la plus importante des plantes vivaces introduites au cours des dernières années ». Astilbe rubra est généralement planté dans les jardins forestiers et les parties ombragées des bordures herbacées ou des jardins de campagne en tant que couvre-sol ou plante de bordure. La plante a besoin d'une ombre partielle à complète, et pousse mieux dans un sol bien drainé et riche en matière organique. Bien qu'elle tolère mieux la sécheresse et l'exposition à la lumière directe du soleil que ses congénères, le sol ne doit jamais s'assécher. Généralement résistante aux pathogènes et aux herbivores, la plupart des problèmes sont causés par les températures élevées et la sécheresse.
Dénommé auparavant A. chinensis, les cultivars suivants ont obtenu le Award of Garden Merit de la Royal Horticultural Society :
- A. chinensis var. pumila - mauve[4]
- A. chinensis var. taqueti 'Purpurlanze' - red/purple[5]
- A. chinensis var. taqueti 'Superba'[6] - rose/mauve

## Galerie

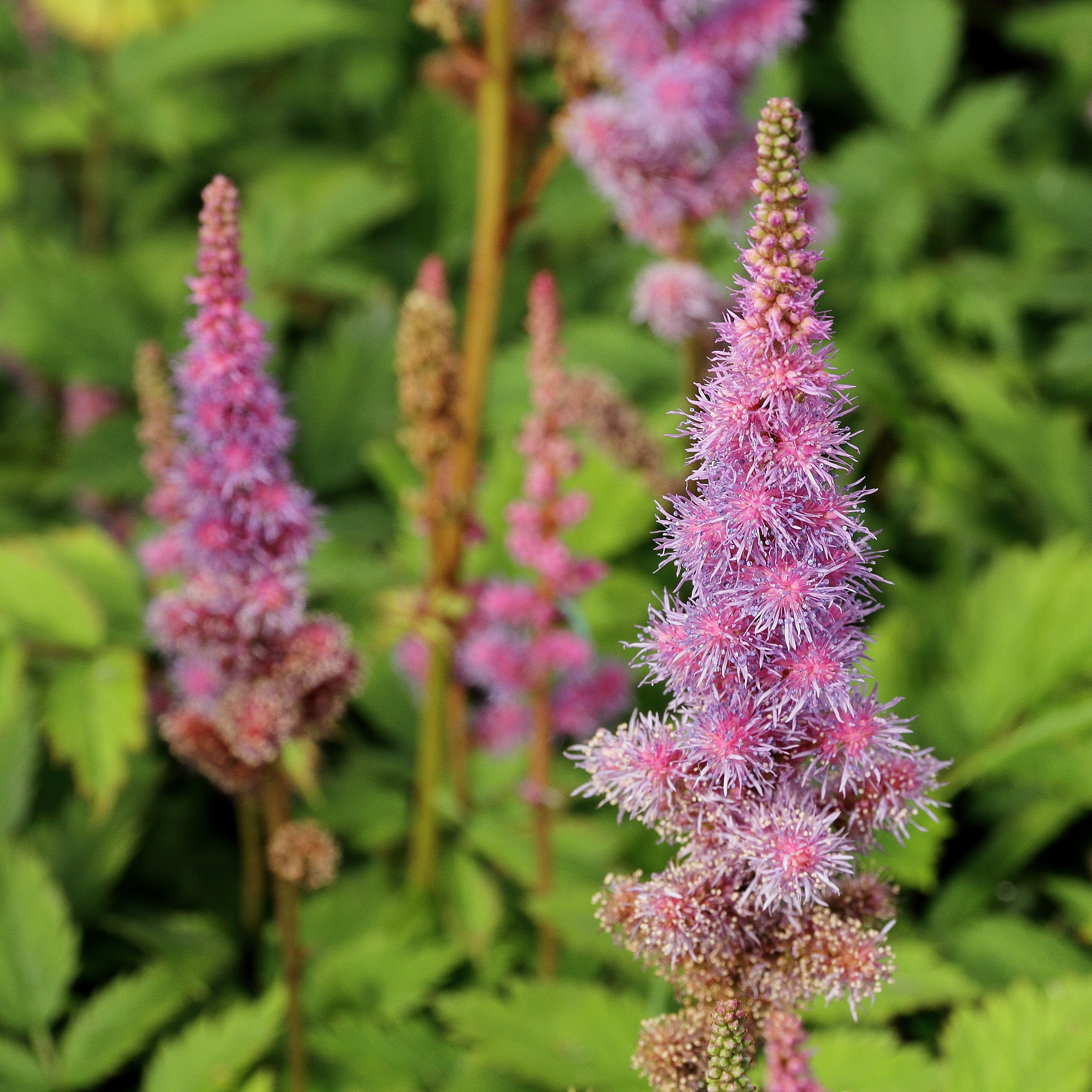
Inflorescence.
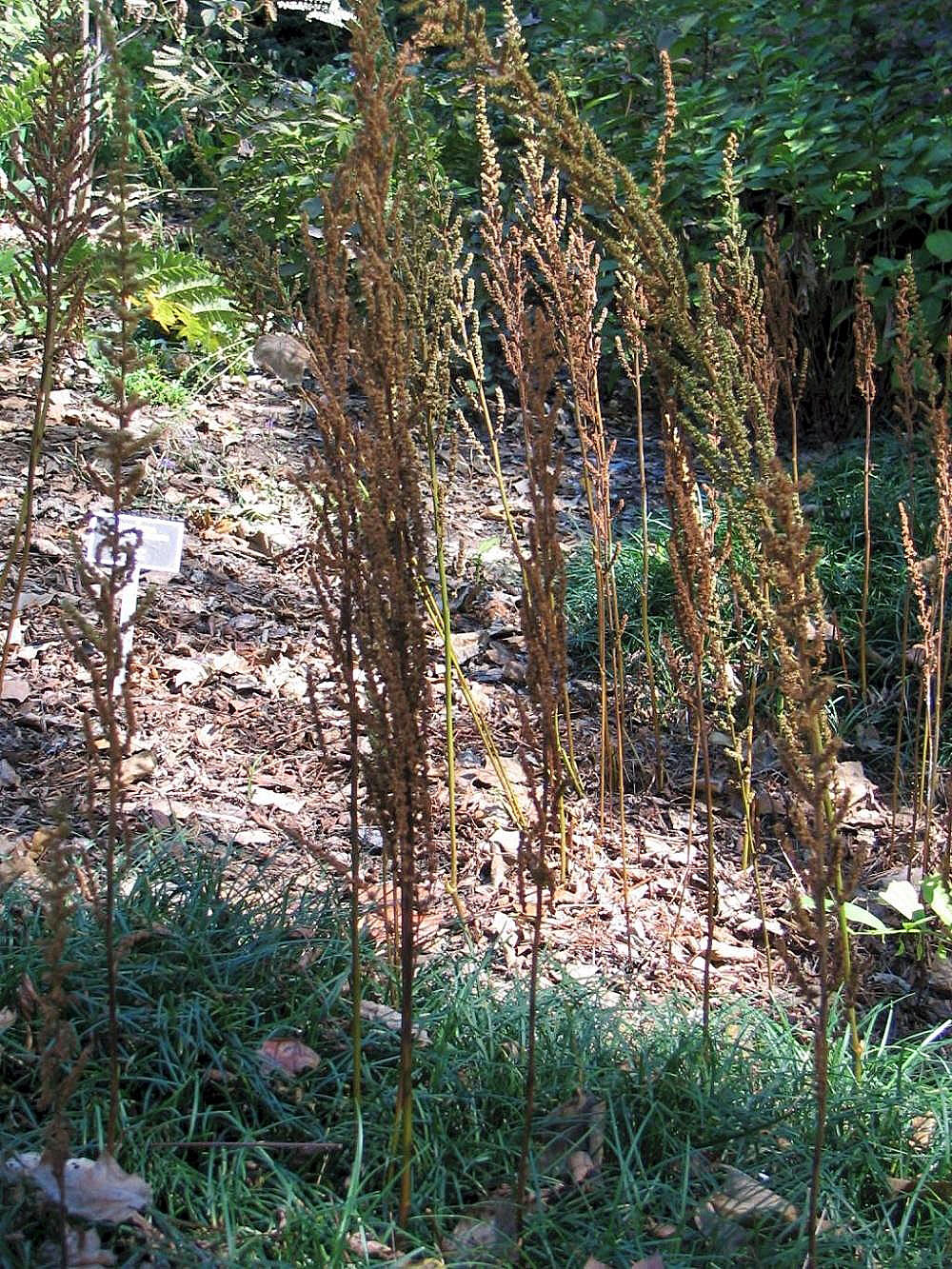
Inflorescences sèches.
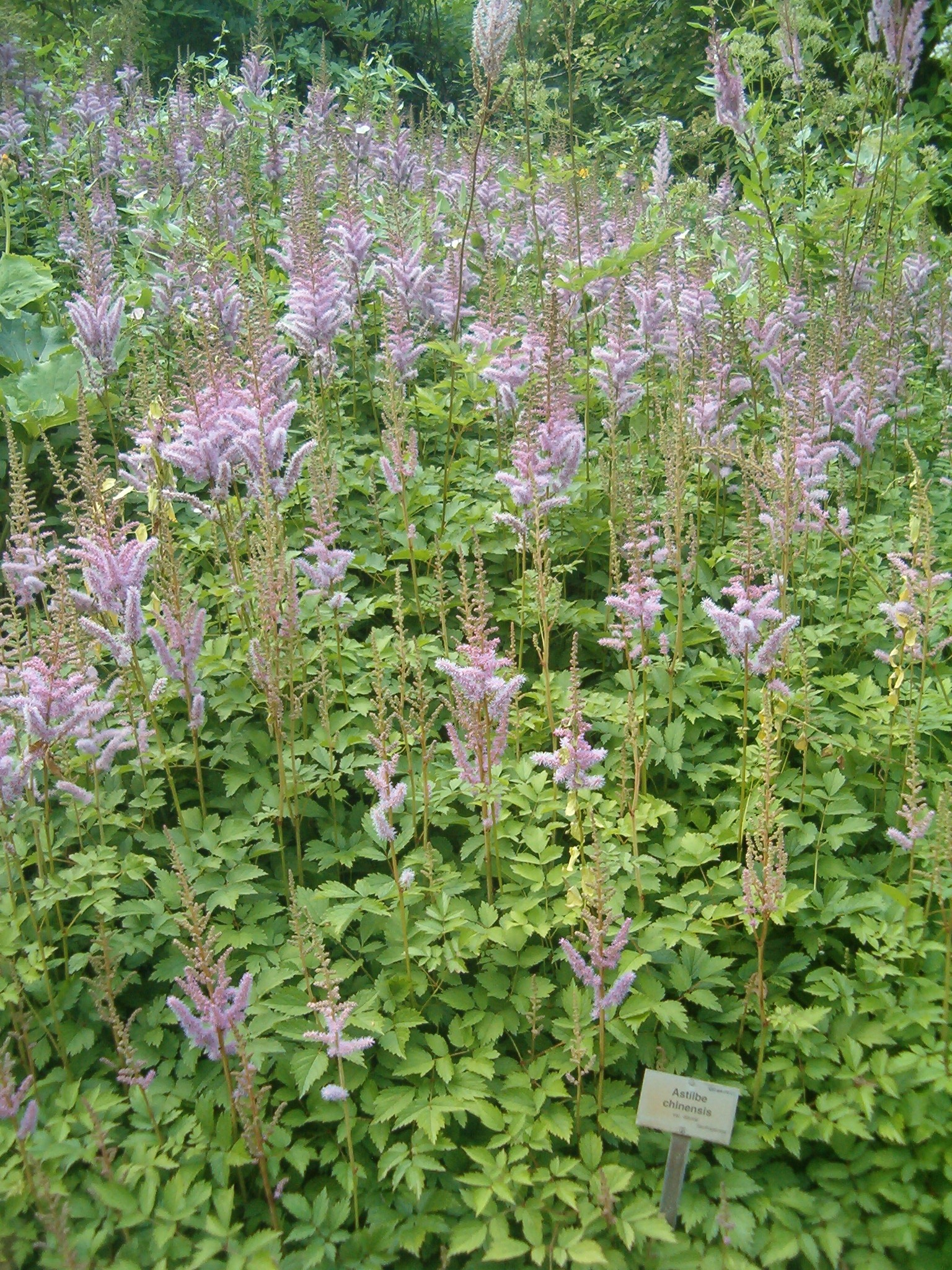
Massif.

## Systématique
Le nom correct complet (avec auteur) de ce taxon est Astilbe rubra Hook.f & Thomson.
Tout au long du 20e siècle, la question était de savoir si A. chinensis et A. rubra étaient des espèces distinctes ou synonymes et le consensus actuel favorise la synonymie avec pour taxon retenu Astilbe rubra. En effet, le taxon Astilbe chinensis a été décrit en 1873 alors qu’Astilbe rubra l'a été en 1857 et se trouve dès lors prioritaire.
Astilbe chinensis a été décrit à l'origine comme Hoteia chinensis par Carl Maximowicz en 1859. En 1875, Adrien René Franchet et Ludovic Savatier le transfère dans le genre Astilbe. Cette espèce avait été découverte par Richard Maack le 6 juillet 1855 dans le Sud de l'actuelle Oblast d'Amour de Russie et dans la région chinoise Heilongjiang, et par Leopold von Schrenck l'année suivante. Connue sous le nom de Astilbe davidii en France, elle est désormais considérée comme une variété de A. chinensis. D’autres variétés incluent A. chinensis' var. divaricata (Nakai) et A. chinensis' var. pumila (auct.).
Ce taxon porte en français le nom vernaculaire ou normalisé suivant : Astilbe rouge.
En anglais, ses noms vernaculaires sont False goat's beard, Tall false-buck's-beard ou encore Chinese astilbe.
Astilbe rubra a pour synonymes :
- Astilbe chinensis f. albiflora Nakai
- Astilbe chinensis var. davidii Franch.
- Astilbe chinensis var. divaricata Nakai
- Astilbe chinensis var. pumila Anon.
- Astilbe chinensis var. pumila hort.
- Astilbe chinensis var. pumila hort. ex L.H.Bailey
- Astilbe chinensis var. seoulensis Nakai
- Astilbe chinensis var. taquetii (H.Lév.) H.Hara
- Astilbe chinensis (Maxim.) Franch. & Sav.
- Astilbe chinensis (Maxim.) Knoll
- Astilbe davidii (Franch.) L.Henry
- Astilbe divaricata (Nakai) Nakai
- Astilbe rubra f. albiflora (Nakai) M.Kim
- Astilbe rubra var. divaricata (Nakai) W.Lee
- Astilbe rubra var. taquetii (H.Lév.) H.Hara
- Astilbe sinensis E.Köhler & Rudel
- Astilbe sinensis E.Köhler & Rudel ex C.Pfeiff.
- Astilbe taquetii (H.Lév.) Koidz.
- Astilbe taquetii P.Vilm.
- Astilbe taquetii P.Vilm. ex Mottet
- Astilbe thunbergii var. taquetii H.Lév.
- Hoteia chinensis Maxim.